# Кайоде, Самсон
Самсон Кайоде Олалейе (англ. Samson Kayode Olaleye; 6 октября 1988) — нигерийский футболист, нападающий вьетнамского клуба «Тханьхоа». Имеет также вьетнамское гражданство и имя — Хоанг Ву Шамшон (вьет. Hoàng Vũ Samson).

## Карьера
В 2007 году 18-летний Самсон перебрался из Нигерии во Вьетнам, подписав контракт с клубом первого дивизиона «Куангнинь». Хорошо зарекомендовав себя, в 2009 году получил приглашение от пробившегося в V-лигу клуба «Донгтхап». Выступление за этот коллектив сделало Самсона одной из главных звёзд чемпионата Вьетнама: он забивал почти в каждом матче (43 гола в 49 играх). На молодого и результативного нападающего обратили внимание европейские скауты, и летом 2011 года Самсон подписал контракт с мадридским «Атлетико». Впрочем, нигериец сразу же был отдан в аренду в португальскую «Брагу». В чемпионате Португалии провёл всего две игры, и зимой 2012 года вернулся во Вьетнам, где в составе столичного «T&T» в 2013 году стал чемпионом и лучшим бомбардиром V-лиги.
Проведя во Вьетнаме в общей сложности более пяти лет, получил право на вьетнамское гражданство.

## Достижения
- Чемпион Вьетнама: 2013, 2016, 2018
- Обладатель Сперкубка Вьетнама: 2018
- Лучший бомбардир чемпионата Вьетнама: 2013, 2014